# Tokia Saïfi
Pour les articles homonymes, voir Saifi.
Tokia Saïfi, née le 11 juillet 1959 à Hautmont (Nord), est une femme politique française. Elle est secrétaire d'État chargée du Développement durable de 2002 à 2004 et députée européenne de 2004 à 2019.

## Biographie

### Famille et jeunesse
Originaire d'Algérie, son père, Kourichi Saïfi, s'est installé en France en 1948. Il est ouvrier sidérurgiste. Tokia est la quatrième d'une famille de dix enfants.
Après des études à la faculté de droit de Lille et l'obtention d'un diplôme d'études universitaires générales en 1984, Tokia Saïfi crée en 1987 l'association Espace intégration, un mouvement de droits civiques, qu'elle anime jusqu'en 1999.

### Engagement politique
Lors des élections municipales de 1995, elle est candidate à Lille sur la liste conduite par Alex Türk (RPR) ; elle est conseillère municipale de Lille depuis cette date. Trois ans plus tard, elle se présente aux élections régionales dans le Nord, sur la liste Génération écologie qui obtient 3,19 %.
En juin 1999, candidate DL en huitième position sur la liste conduite par Nicolas Sarkozy, elle est élue députée européenne. Inscrite au groupe du Parti populaire européen (PPE) du Parlement européen, elle quitte son mandat en 2002 pour entrer au gouvernement.
Elle occupe le poste de secrétaire d'État auprès de la ministre de l'Écologie et du Développement durable, chargée du Développement durable, dans les trois gouvernements Jean-Pierre Raffarin, de mai 2002 à juin 2004. Elle développe la notion « d'État exemplaire » et déclare mettre en œuvre une « Stratégie nationale de développement durable ». Tokia Saïfi est également l'initiatrice de la « Semaine du développement durable » afin de populariser cette notion auprès du plus grand nombre. Elle quitte ses fonctions le 21 juin 2004 pour reprendre ses activités au Parlement européen.
Elle est en effet réélue députée européenne en 2004, puis en 2009, dans la circonscription Nord-Ouest. Elle est membre du Parti populaire européen et de la Commission du commerce international. Depuis 2004, elle est présidente de la Commission politique, de sécurité et des droits de l'homme de l'Assemblée parlementaire euro-méditerranéenne.
Tokia Saïfi était par ailleurs vice-présidente du Parti radical à partir de 2008.
Elle soutient la candidature de François Fillon pour la présidence de l'UMP lors du congrès d'automne 2012.
Fin janvier 2014, elle est désignée pour être no 2 de la liste UMP de la circonscription Nord-Ouest pour les élections européennes de la même année. Elle est réélue députée européenne.
Elle soutient Alain Juppé pour la primaire française de la droite et du centre de 2016.
Le 4 mars 2017, dans le cadre de l'affaire Fillon, elle renonce à soutenir le candidat LR François Fillon à l'élection présidentielle, tout en lui accordant son parrainage.
En novembre 2017, elle participe à la création d'Agir.